# القوات الخاصة (فلم)
القوات الخاصة بالفرنسية (Forces spéciales) هو فيلم فرنسي يحكي قصة قتل واختطاف صحفية الفيلم إنتاج 2011 وتم التصوير في فرنسا وجيبوتي وطاجيكستان الفيلم باللغة الفرنسية والعربية والإنجليزية بطولة ديان كروغر.

## القصة
في أفغانستان تم نصب كمين لصحفية إلسا كازانوفا (ديان كروغر) وتم خطف الصحفية معها السائق وفورا تم تجهيز فرقة من نخبة القوات الفرنسية لإنقاذ الصحفية وتم المطرده في الجبال بين الحدود الأفغانية والباكستانية لإنقاذ الصحفية.

## وصلات خارجية
- مقالات تستعمل روابط فنية بلا صلة مع ويكي بيانات